# Едуард Ріттер фон Шляйх
Едуард Ріттер фон Шляйх (нім. Eduard Ritter von Schleich; нар. 9 серпня 1888, Мюнхен — пом. 15 листопада 1947, Діссен-ам-Аммерзее, Баварія) — німецький воєначальник, генерал-лейтенант Люфтваффе в роки Другої світової війни. Один із найславетніших асів-винищувачів Імперських військово-повітряних сил у Першій світовій війні, здобув 35 перемог у повітряних боях. Кавалер Pour le Mérite (1917).

## Біографія
Шляйх народився 9 серпня 1888 у столиці баварського королівства Мюнхені, проте незабаром його родина переїхала до курортного містечка Бад-Тельц.
Військова кар'єра
- 1 жовтня 1908 — фанен-юнкер
- 18 січня 1909 — фанен-юнкер-унтерофіцер
- 8 травня 1909 — фенріх
- 23 жовтня 1910 — лейтенант
- 2 вересня 1915 — оберлейтенант резерву
- 15 червня 1918 — гауптман резерву
- 15 липня 1918 — гауптман
- 18 січня 1909 — майор запасу

- 1931 — штурмбанфюрер СС

- 1 квітня 1935 — майор
- 1 серпня 1936 — оберстлейтенант
- 1 жовтня 1938 — оберст
- 27 серпня 1939 — генерал-майор запасу
- 1 лютого 1941 — генерал-майор
- 1 вересня 1943 — генерал-лейтенант

Після закінчення середньої школи вирішив стати військовим й поступив до 11-го Баварського піхотного полку кадетом у 1909 році. Але напередодні Першої світової війни через медичні проблеми зі здоров'ям він був звільнений з дійсної військової служби та переведений до резерву.

### Перша світова війна
З початком війни Едуард Шляйх однак знову попросився до лав збройних сил й вже 25 серпня 1914 був серйозно поранений у битві за Лоррейні.
Проходив лікування декілька місяців у військовому госпіталі, проте відразу після одужання подав рапорт про переведення до Баварської Королівської авіаційної служби. Звідси був направлений на навчання на курси льотчиків-спостерігачів у льотну школу. У травні 1915 року Е. Шляйх прибув у FEA 1, у Шліссхайм і 11 вересня закінчив курс навчання, отримавши баварський знак пілота. 24 жовтня Шляйха розподілили до FA 2b, де він став пілотом двомісного розвідника «Роланд» С.2. На початку 1916 року, в одному з польотів, він був поранений у руку осколком зенітного снаряда, але продовжував політ до виконання завдання. За цей вчинок він удостоївся Залізного хреста 1-го класу.
До 9 вересня через поранення він був поза строєм, коли він прийняв командування над Fliegerschule 1 (школа військових льотчиків № 1). Очолюючи цю школу більше 5 місяців, він отримав 12 лютого 1917 призначення в 28-у ескадрилью наземної підтримки (нім. Schutzstaffel 28). Літати йому там виявилося не на чому. Але незабаром в ескадрильї з'явився трофейний французький «Ньюпор». Едуард самостійно його освоїв і зробив декілька бойових вильотів. Про це стало відомо командуванню. «Ньюпор» з частини забрали, а льотчика відправили на навчання в школу повітряного бою.
21 травня 1917 Шляйх прибув в 21-шу ескадрилью (Jasta 21), вже у званні оберлейтенанта, отриманому у віці 28 років. Ця ескадрилья була відома не стільки перемогами, скільки пияцтвом і скандальними подіями. Новий комеск зробив її однією з найкращих на фронті; вже через місяць ескадрилья мала на власному рахунку 36 перемог над французькими та британськими льотчиками, 19 збитих літаків було заслугою Шляйха.
Першу перемогу Шляйх здобув 25 травня, збивши французький «СПАД». З 26 травня він почав виконувати обов'язки командира ескадрильї, а офіційно прийняв цю посаду 19 червня, після того, як 2-ма днями раніше здобув свою другу перемогу.
27 червня 1917 в нерівному бою загинув його найкращий друг Еріх Лімперт. На знак жалоби Едуард наказав пофарбувати свій винищувач у чорний колір. До кінця серпня Шляйх збив на ньому 7 літаків супротивника. У вересні — ще 17! Французькі пілоти стали ставитися до чорного «Альбатросу» з забобонним страхом й Е. Шляйх отримав прізвисько Чорний лицар (нім. "Schwarzer Ritter").
Через захворювання на дизентерію (сьогодні називається шигельозом) льотчик змушений був пройти повний курс лікування й на фронт він повернувся тільки через 5 місяців. Через певні негаразди між прусським та баварським керівництвом заслуженого льотчика по завершенні лікування призначили командиром 32-ї баварської винищувальної ескадрильї, якою він командував з 23 жовтня і до кінця війни.
4 грудня 1917 фон Шляйх отримав найвищу нагороду Німецької імперії Pour le Mérite, але знову ж таки, через складності в стосунках того часу між представниками баварської та прусської гілок командування, він так й не був нагороджений орденом Дому Гогенцоллернів, що зазвичай передував вищій нагороді.
8 травня 1918, після довгої перерви, він здобув одразу 3 перемоги. При цьому, його жертвами стали новітні англійські винищувачі SE.5a.
До кінця війни Шляйх встиг очолити Jastaschule 1, з 15 березня 1919 — Jagdgruppe Nr. 8, авіаційна група, яка об'єднувала Jasta 23, 34 та 35. Останній місяць бойових дій на Західному фронтові льотчик керував Jasta 21.
Наприкінці війни мав небагату кількість нагород, але в грудні 1918 року пілотові повідомили про нагородження його баварським орденом «Військових заслуг» 4-го ступеня з короною і мечами, а також Лицарським хрестом баварського військового ордена Максиміліана Йозефа, указ про нагородження яким був датований заднім числом (14 червня 1918), що надавав йому право на лицарське звання. З того моменту повним ім'ям аса стало Едуард Ріттер фон Шляйх.
День капітуляції Німеччини фон Шляйх зустрів у званні гауптмана, маючи на рахунку 35 збитих ворожих літаків. Він 5 разів збивав по 2 літаки за один день, 1 раз — відразу 3. Саме фон Шляйх, імовірно, став рекордсменом по знищенню досить рідкісного типу французького літака Dorand AR.2 (не менше 7 перемог).

### Післявоєнний час
Після завершення війни Е. Ріттер фон Шляйх був госпіталізований на деякий час у Бад-Райхенгаллі через значні проблеми зі здоров'ям. Надалі він літав в авіаційній частині Баварської державної поліції, борючись проти комуністичних революціонерів, а надалі увійшов до складу комісії щодо виконання умов перемир'я.
У грудні 1921 колишній бойовий пілот демобілізувався, працював у сільському господарстві, надалі він працював у «Люфтганзе». У 1929 пішов з цивільної авіації й став одним із засновників мюнхенського аероклубу. У 1931 приєднався до націонал-соціалістичної партії Німеччини, став членом SS-Fliegerstaffel — парамілітарної авіаційної організації СС. Е. фон Шляйха призначили навіть тимчасовим генералом авіації, котрий відповідав за підготовку майбутніх льотчиків з числа членів Гітлерюгенду.
1935 зі створенням Люфтваффе, бойовий пілот повернувся на військову службу з одночасним присвоєнням йому військового звання майор. Фон Шляйха призначили керівником програм підготовки льотчиків пікіруючої бомбардувальної авіації та резервних авіаційних частин. У 1937 він отримав під своє командування Jagdgeschwader 234, а пізніше став командиром 132-ї винищувальної ескадри «Ріхтгофен», яка з 1 травня 1939 перейменована на JG 26 «Шлагетер».

### Друга світова війна
Другу світову війну оберст Едуард Ріттер фон Шляйх зустрів у посаді командира 26-ї винищувальної ескадри «Шлагетер», яка виконувала завдання щодо протиповітряного захисту західних кордонів Рейху. У грудні 1939 він призначений начальником 5-ї авіаційної школи Люфтваффе (нім. Jagdfliegerschule 5) у Відні-Швехаті.
Наприкінці 1940 оберста направляють до Румунії у складі групи експертів ВПС, що допомагають румунам в організації та тренуванні румунських ВПС.
З середини 1941 фон Шляйх призначений командувачем сил Люфтваффе в Данії, на цій посаді він пробув два з половиною роки. 1 вересня 1943 йому присвоєне звання генерал-лейтенанта.
10 жовтня 1944 його призначають командувачем сил Люфтваффе в Норвегії, але тут він перебував недовго, вже 15 листопада генерал-лейтенант Шляйх пішов з посади та незабаром звільнився.
У післявоєнний час був у британському полоні, де помер 15 листопада 1947 у віці 59 років від сердечного захворювання.
Похований у Діссен-ам-Аммерзее в південній Баварії.

## Нагороди
- Медаль принца-регента Луїтпольда
- Залізний хрест 2-го і 1-го класу
- Нагрудний знак пілота (Баварія)
- Почесний кубок для переможця у повітряному бою
- Орден «За заслуги» (Баварія) 4-го класу з мечами і короною
- Орден Альберта (Саксонія), лицарський хрест 2-го класу
- Королівський орден дому Гогенцоллернів, лицарський хрест з мечами
- Нагрудний знак польового пілота (Австро-Угорщина)
- Pour le Mérite (3 грудня 1918)
- Військовий орден Максиміліана Йозефа, лицарський хрест
- Нагрудний знак «За поранення» в чорному
- Пам'ятний знак пілота (Пруссія)
- Нагрудний знак пілота СА/СС (1932)
- Німецький імперський спортивний знак
- Почесний кинджал вищого керівника Гітлер'югенду
- Почесний хрест ветерана війни з мечами
- Медаль «За вислугу років у Вермахті» 4-го, 3-го і 2-го класу (18 років)
- Медаль «У пам'ять 13 березня 1938 року»
- Медаль «У пам'ять 1 жовтня 1938»
- Застібка до Залізного хреста 2-го і 1-го класу
- Хрест Воєнних заслуг 2-го і 1-го класу з мечами

## Галерея

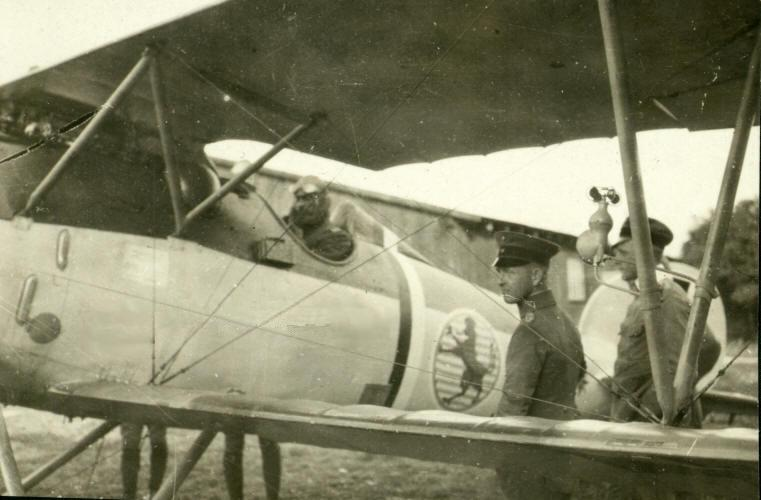
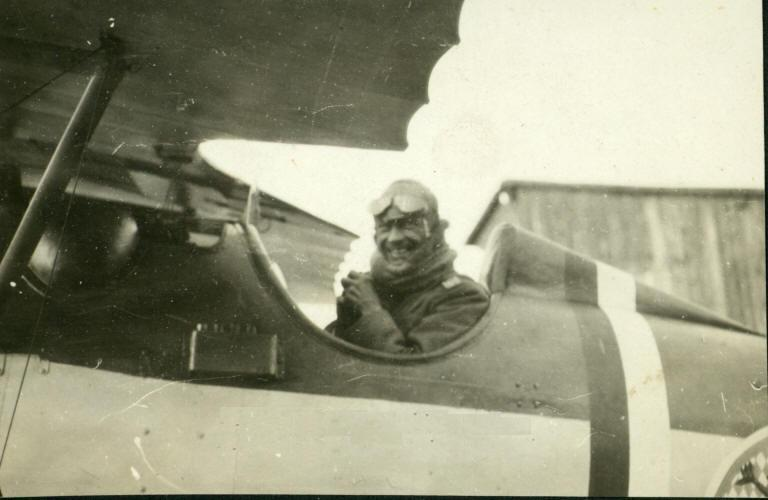
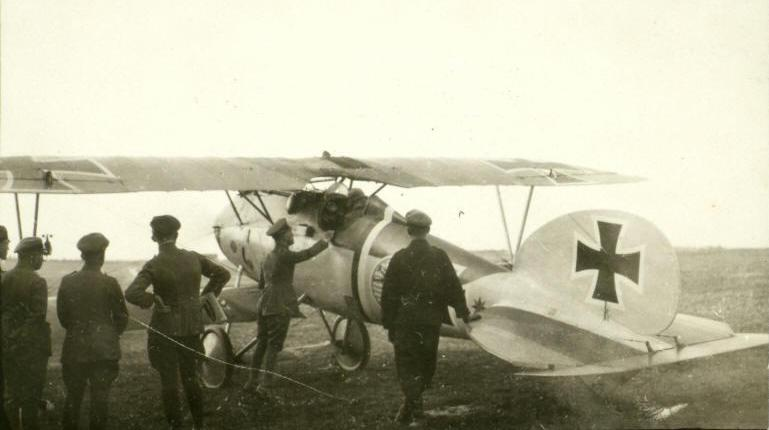

Оберлейтенант Едуард Ріттер фон Шляйх — командир Jagdstaffel 21 — в кабіні свого Albatrosa D.V; 1918: